# Потенцирование (фармакология)
Потенцирование (в фармакологии) — вид взаимодействия препаратов, являющийся частным случаем синергизма. В случае потенцирования эффект от одновременного применения нескольких препаратов значительно больше суммы эффектов каждого препарата, применённого по отдельности в той же дозе. В случае же суммации эффект приблизительно равен сумме эффектов отдельных препаратов.
Примером потенцирования может служить взаимодействие ингибиторов АПФ, диуретиков и β-адреноблокаторов при комбинированной терапии гипертонической болезни.